# Mark Elrick
Mark Elrick (Auckland, 7 aprile 1967) è un ex calciatore neozelandese, di ruolo attaccante.

## Palmarès

### Club

#### Competizioni nazionali
- Campionato neozelandese: 1

North Shore Utd: 1994